# Дунху

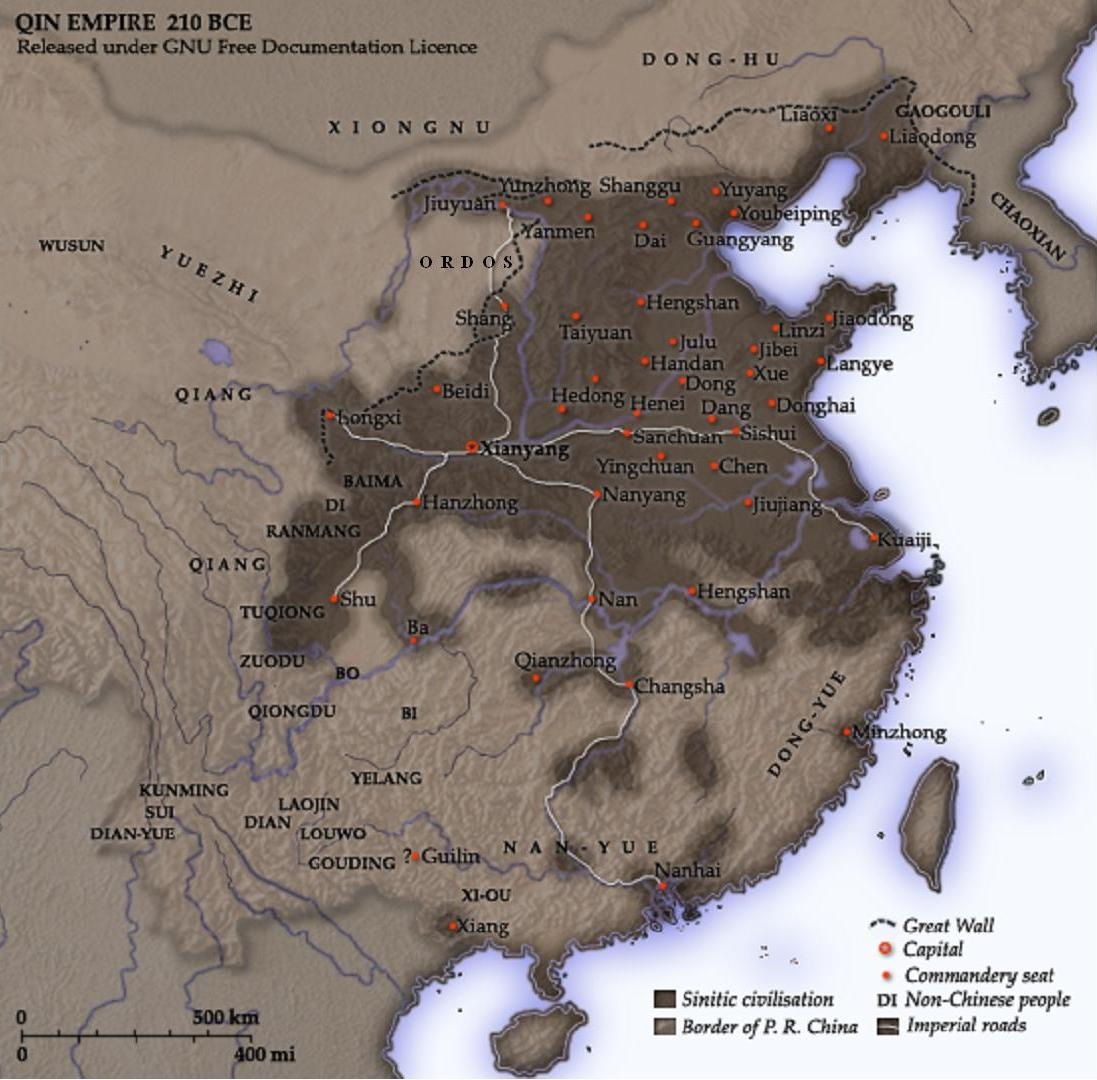
Дунху проживали к северо-востоку от Циньской империи в III в. до н. э.

Дунху́ (кит. трад. 東胡, упр. 东胡, пиньинь Dōnghú, буквально «восточные варвары») — название протомонгольского племенного объединения, возникшего во времена ранней династии Чжоу, около 1100 г. до н. э. и исчезнувшего во времена династии Хань около 150 г. до н. э., когда их разгромили хунну. Дунху упоминаются в «Ши цзи» (109—91 гг до н. э.), где описываются события, относящиеся к VII веку до н. э., периоду царствования цзиньского правителя Вэнь-гуна.